# James Chester
James Grant Chester (Warrington, 1989. január 23.) angol labdarúgó, a Derby County játékosa.

## Pályafutása

### Manchester United FC
Chester Warrington egyik kis csapatában, a Winwick Athleticben kezdett el futballozni, ötévesen már az U9-es csapat tagja volt. Nyolcéves korában kezdett a Manchester Unitednél edzeni, ahol 2005-ben, 16 évesen kapott ifiszerződést. Rögtön bekerült az U18-as csapatba, ahol 17-szer lépett pályára a 2005–2006-os szezonban. 2006. február 21-én, egy Everton elleni meccsre nevezték először a tartalékcsapat keretébe, de végig a cserepadon ült.
A 2006–2007-es szezont is az ificsapatnál kezdte meg, ahol 2006 februárjában, a Manchester City ellen megszerezte első gólját. 2007. február 15-én mutatkozott a tartalékok között, a Bolton Wanderers ellen. A 2007–2008-as idényre Chester állandó tagja lett a tartalékcsapatnak, mely megnyerte a Manchester Senior Cup-ot és a Lancashire Senior Cup-ot is és harmadik helyen végzett a bajnokságban.
A következő évadban ő lett a tartalékok csapatkapitánya és a nagy csapatnál is kapott egy mezt, a 39-es számút. 2009. január 17-én, a Bolton elleni bajnokin leülhetett a kispadra, majd három nappal később, a Derby County elleni Ligakupa-elődöntőn már pályára is léphetett, a 67. percben váltotta Gary Neville-t.
2009 februárjában kölcsönben a harmadosztályú Peterborough Unitedhez szerződött, ahol öt meccsen kapott lehetőséget. Március 2-án tért vissza a Manchester Unitedhez.

## Külső hivatkozások
- Chester adatlapja a Hull City AFC honlapján